# IC 3357
IC 3357 је спирална галаксија у сазвјежђу Дјевица која се налази на листи објеката дубоког неба у Индекс каталогу.
Деклинација објекта је + 9° 46' 39" а ректасцензија 12h 26m 51,4s. Привидна величина (магнитуда) објекта IC 3357 износи 14,6 а фотографска магнитуда 15,4. IC 3357 је још познат и под ознакама CGCG 70-83, VCC 946, PGC 40757.